# Глушение культуры
Глушение культуры (англ. Culture jamming) — тактика, используемая различными антипотребительскими общественными движениями, стремящимися нарушить или подорвать основные принципы массовой культуры путём демонстрации механизмов действия корпоративной рекламы с помощью её видоизменения.
Своими творческими актами сторонники глушения культуры надеются повлиять на поведение людей и мотивировать занять их более активную позицию. По словам представителей культуры глушения эти действия являются катализатором социальных изменений, вызывая сильные эмоции у потребителей. Партизанская семиотика иногда используется как синоним термина глушение культуры. Также глушение культуры часто рассматривается как одна из форм «рекламных диверсий» (англ. subvertising).

## История явления
Термин «глушение культуры» (Culture jamming) образован от «глушение радио». Его впервые употребил в 1984 году Дон Джойс (англ. Don Joyse), лидер экспериментальной музыкальной группы Negativland, когда презентовал альбом JamCon’84. Он заявил, что своей музыкой группа проникает в медиасферу и переиначивает её на свой лад, проводит некую диверсию.
Однако можно сказать, что само явление глушения культуры или его предпосылки, возникли ещё в 50-е годы XX века. Первые годы после Второй мировой войны отличались спокойствием и ориентацией на традиционные ценности. Общество пережило достаточно потрясений. Западная цивилизация, после двух мировых войн, возникших практически одна за другой, жаждала спокойствия и делала всё возможное, чтобы сохранять мир. Это отразилось и на бытовом уровне, и на жизненном укладе, вновь четко обозначилось разделение гендерных ролей.
Протест возник в среде ситуационистов — они критиковали капиталистическое общество, обвиняли в излишней правильности, рутинности, подмене понятий, лицемерии, а также в потребительстве
Далее, последовали шестидесятые — время расцвета концептуального искусства. Художники и социальные активисты активно пользовались средствами массовой информации. Тогда была популярна идея о том, что искусство не должно быть достоянием привилегированной интеллектуальной элиты, оно должно служить народу.
На начало семидесятых, как известно, вовсе пришелся расцвет эпохи хиппи — остервенелого противостояния сложившимся устоям, потребительскому обществу, войне, ядерному оружию и т. д.
Современным примером «глушения культуры» называют, в частности, деятельность арт-группы The Yes Men: американцы Жак Сервин и Игорь Вамос устраивают масштабные мистификации, привлекающие внимание к социальным проблемам. В 2004 году, в двадцатую годовщину бхопальской катастрофы в Индии, они от имени компании Dow Chemical принесли извинения и пообещали выплатить $12 млрд жертвам, после чего чего произошло резкое падение цены акций этой компании. В 2007 году они проникли на крупнейшую конференцию нефтяников и, выдавая себя за исследователей ExxonMobil, представили якобы революционный источник энергии — свечи, которые сделаны из людей, погибших в экологических бедствиях.

## Роль в контексте, влияние на общество и политику, последствия
Определить роль глушения культуры довольно сложно. Сторонники этого метода воздействия на общество всегда ставят перед собой глобальные цели, стремятся пошатнуть основы. Результаты зачастую неоднозначны.
Возьмем в качестве примера «День без покупок» (англ.  Buy Nothing Day). Это масштабное движение, которое призывает людей отказываться от покупок или любого иного вида потребления на весь день. Акция проводится в более чем сорока странах мира. В США и Канаде по нескольким телеканалам даже транслируют «антирекламные» ролики. Однако число участников всё же не так велико, чтобы значительно повлиять на политику, экономику стран и спасение окружающей среды, а толпы в магазинах в черную пятницу не становятся меньше. Организатор акции, художник Тед Дейв (англ. Ted Dave), высказывает предположение, что движение ещё будет набирать обороты.
Одним из олицетворений метода глушения культуры являются партия Йиппи и Партия черных пантер. Несмотря на несколько сумбурный характер их деятельности и неустойчивую идеологию, они являлись мощной движущей силой. Партия черных пантер в своё время обратила внимание общества на острую проблему расовой сегрегации в США.
Нельзя недооценивать и стремление людей вернуть себе общественное пространство. Часто перфомансы и флешмобы, призванные защитить, к примеру, парковую зону от застройки, животных от браконьерства и проч., приводят к пересмотру решений и принятию новых нормативных актов.

## Критика, альтернативные точки зрения
Есть мнение, что подобные тактики не являются эффективными, а зачастую становятся совершенно абсурдными. Так, например, считают Джозеф Хиз и Эндрю Поттер — авторы книги Бунт на продажу (англ. The Rebel sell). Мелкое бунтарство в ответ на давление массовой культуры, стремление выйти из общего потока, порождает новый поток, который со временем становится сложно отличить от мейнстрима. К примеру, попытка уйти от культуры потребления зачастую порождает только новую культуру потребления. Восстание против конформизма порождает новый конформизм. Массовая культура похожа на мифическую Гидру: отрубив одну голову, вы получите на её месте две новые. Например, компании Converse и Vans заработали миллиарды на юных бунтарях, которые хотели отличаться от большинства. Слоган корпорации Apple — «Think different» (думай иначе). Даже знаменитая газета Adbusters выпускала свою продукцию, предавая тем самым собственные идеалы. И таких примеров сотни. Из любой кажущейся угрозы для устоявшегося общества можно сделать маркетинговую выгоду.
Кроме того, касательно антипотребительских акций всегда существуют опасения, что они могут обрушить национальную экономику. Но подобные заявления не имеют под собой теоретического подкрепления.